# Traforo del Menouve
Il traforo del Menouve (pron. fr. AFI: [mənuv]) è un traforo mai completato tra Italia e Svizzera, sotto al monte Menovy (o Menouve, 3047 m), ideato a metà Ottocento dalla Confederazione elvetica e dal Regno di Sardegna per migliorare i collegamenti e i commerci tra i due paesi. È uno dei primi trafori alpini progettati, anticipando di circa un secolo il traforo del Gran San Bernardo.

## Storia
Georges Carrel, canonico e appassionato di scienza, insieme al deputato Laurent Martinet, ideò un primo progetto per il traforo del Col de Menouve, nella valle del Gran San Bernardo. L’obiettivo era unire il vallone di Menovy — oggi parte di Étroubles — alla val d'Entremont, nel Vallese.
I lavori iniziarono nel 1856 con venti operai, che dovettero affrontare condizioni climatiche difficili durante l'inverno. Scavando a mano con strumenti rudimentali, in nove mesi si realizzarono circa 70 metri sul lato italiano e una trentina su quello svizzero. Tuttavia, i costi crebbero rapidamente (fino a 10 franchi al metro cubo), e il progetto fu interrotto nel 1857.
A oggi, sul lato italiano restano visibili una morena artificiale e un piccolo edificio nei pressi dell'imbocco a volta del tunnel. Il lato svizzero conserva solo alcune strutture in pietra. Il progetto fu definitivamente abbandonato nel 1877.